# 郑州公交G102路
郑州公交G102路是河南省郑州市的一条公共汽车线路，来往于伏牛路电器厂与中州大道晨旭路，由郑州公交集团第一运营公司运营。其前身为开通于1980年10月1日的无轨电车线路102路。

## 线路历史

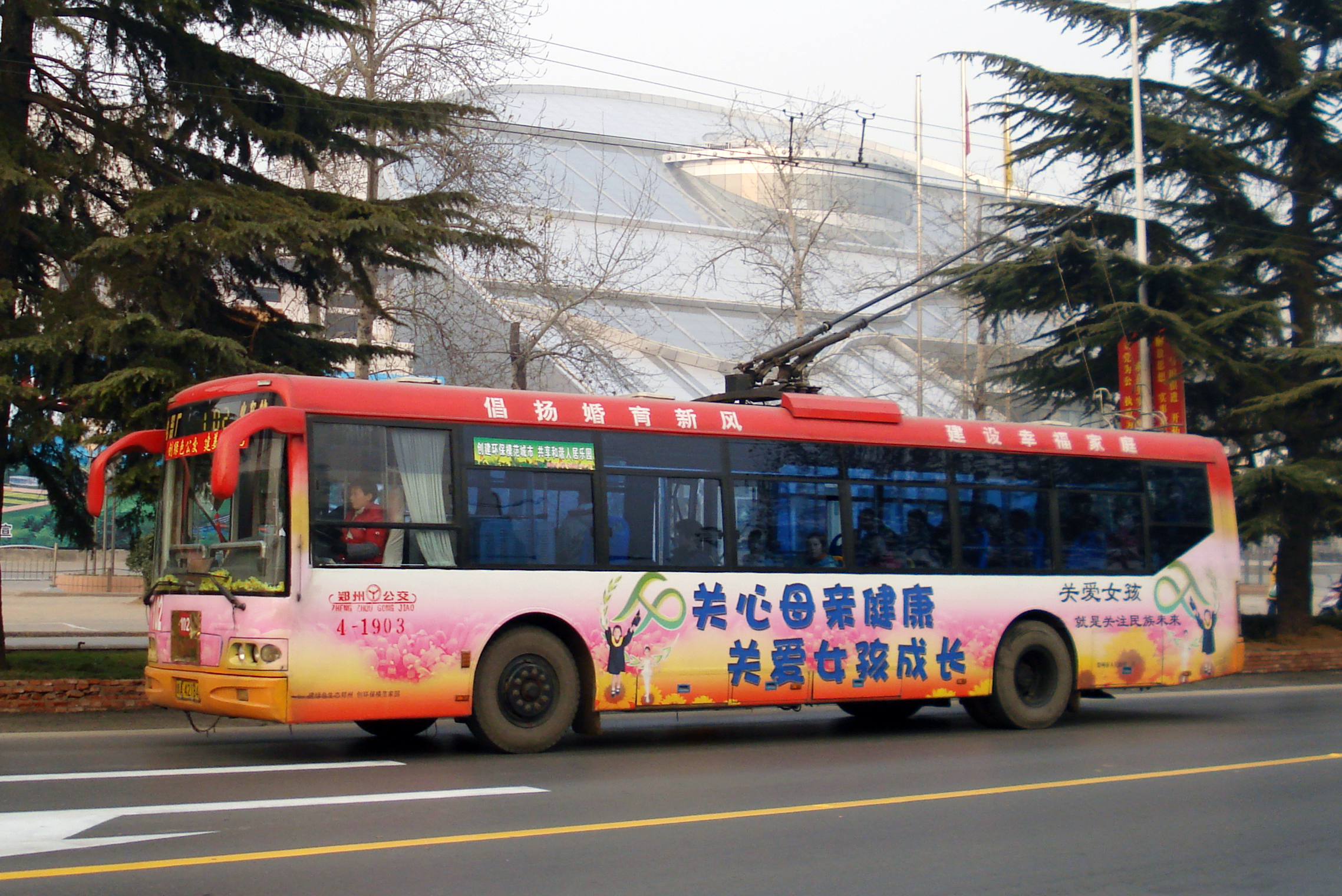
2006年12月，102路的申沃SWB5115GP-3型电车运行于中原路上

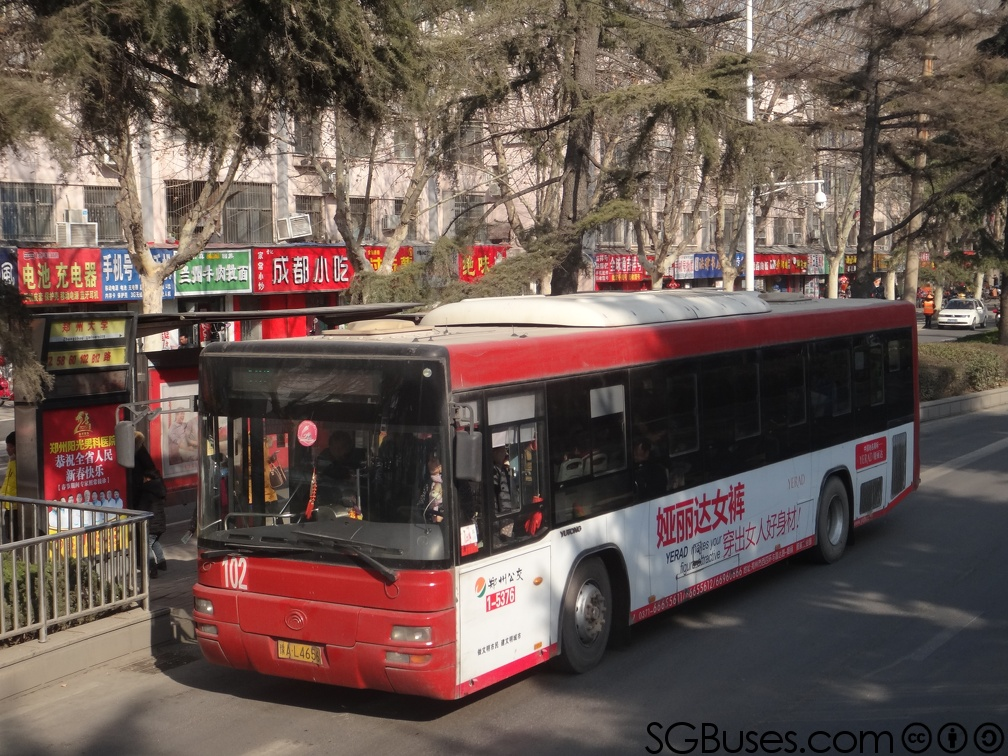
2015年2月，运行于102路的宇通ZK6126HG型柴油动力客车

G102路的前身为开通于1980年10月1日的102路电车，102路开通时的线路为火车站至电缆厂招待所，全长7公里，票价0.15元，使用上海牌SK561G型铰接无轨电车。
1981年7月1日，102路由火车站向东经太康路、二七路、文化路、黄河路、花园路延伸至省人民医院。1982年7月，102路和101路同时向东延伸至省肿瘤医院，当时本线长度13.9公里，票价0.25元。1988年4月1日，郑州无轨电车线路大调整，102路调整为由电器厂发车，运行区间为电器厂-火车站。原102路线路东段，即火车站-省肿瘤医院段，改称105路。
2002年初，102路用车更换为23台上海申沃SWB5115GP-3型无轨电车。该车带有车门防夹和倒车影像等功能，在当时堪称豪华级配置。同年，102路被郑州市妇联命名为“巾帼文明号”线路。
2009年起，受郑州地铁1号线施工影响，郑州无轨电车陆续暂停运营，102路在2009年9月23日改由汽车运营，用车更换为宇通ZK6126HG型柴油动力空调公交车。2019年6月起，郑州原有的无轨电车线网已逐步拆除。
2023年10月30日，随着郑州公交线路调整，102路被提升为高频骨干线路，线路编号更改为G102路。同时线路走向进行调整，不再前往郑州火车站，线路向东延伸至中州大道晨旭路。

## 线路基本资料

### 线路走向
- 下行：伏牛路电器厂→中州大道晨旭路
  - 自伏牛路电器厂起，经伏牛路、中原中路、嵩山北路、建设东路、金水路、文化路、农业路、文博西路、东风路、中州大道，至中州大道晨旭路止。
- 上行：中州大道广电南路→伏牛路电器厂
  - 自中州大道广电南路起，经中州大道、东风路、文化路、金水路、建设东路、嵩山北路、中原中路、伏牛路，至伏牛路电器厂止。

### 服务时间
- 伏牛路电器厂：06:00～21:00
- 中州大道广电南路：06:00～21:00

### 收费
- 全程单价RMB¥1，无人售票，支持绿城通（普通储值卡8折，成人月票5折，学生月票2.5折，老年卡免费）、微信/支付宝乘车码及银联云闪付。

### 与郑州地铁的换乘
- █ 1号线：绿城广场
- █ 2号线：东风路
- █ 3号线：大石桥
- █ 5号线：市中心医院、郑州人民医院
- █ 10号线：市中心医院、绿城广场

### 停站
G102路各停靠站点如下表所示：
| 下行站序 | 上行站序 | 站名             | 所在道路 | 轨交换乘                                 | 周边地点                           |
| 1        | 35       | 伏牛路电器厂     | 伏牛路   |                                          | 伏牛路第四小学                     |
| 2        | 34       | 伏牛路汝河路     | 伏牛路   | 儿童公园、金海怡景苑                     |                                    |
| 3        | 33       | 伏牛路陇海路     | 伏牛路   | 河南省直第三人民医院                     |                                    |
| 4        | 32       | 伏牛路颍河路     | 伏牛路   | 电缆厂社区、郑州市康复医院               |                                    |
| 5        | 31       | 伏牛路伊河路     | 伏牛路   | 绿东村、中原区特色实验小学               |                                    |
| -        | 30       | 伏牛路中原路南   | 伏牛路   | 伏牛路小学                               |                                    |
| 6        | -        | 中原路伏牛路     | 中原中路 |                                          |                                    |
| 7        | 29       | 中原路桐柏路     | 中原中路 | 510 市中心医院                           | 中原工学院中原校区、中原区人民政府 |
| 8        | 28       | 中原路工人路     | 中原中路 |                                          | 西郊宾馆、河南省电力勘测设计院     |
| 9        | 27       | 市委             | 中原中路 | 郑州市人民政府、郑州市人大、裕达国贸中心 |                                    |
| 10       | 26       | 绿城广场         | 嵩山北路 | 110 绿城广场                             | 绿城广场、碧沙岗公园               |
| 11       | 25       | 碧沙岗公园西门   | 嵩山北路 |                                          | 碧沙岗公园、中原商贸城、天龙大厦   |
| 12       | 24       | 碧沙岗公园北门   | 建设东路 | 碧沙岗公园                               |                                    |
| 13       | 23       | 炮院             | 建设东路 | 陆军炮兵防空兵学院郑州校区               |                                    |
| 14       | 22       | 金水路沙口路     | 金水路   | 金沙小区                                 |                                    |
| 15       | 21       | 金水路大石桥     | 金水路   | 3 大石桥                                 | 人民公园、SOHO广场                 |
| 16       | 20       | 新通桥           | 金水路   |                                          | 友谊四季广场、润华商务花园         |
| 17       | 19       | 文化路任寨北街   | 文化路   | 联盛大厦                                 |                                    |
| 18       | 18       | 郑州人民医院     | 文化路   | 5 郑州人民医院                           | 郑州人民医院、文化路第二小学       |
| 19       | 17       | 文化路红旗路     | 文化路   |                                          | 河南省委党校、聚合大厦             |
| 20       | 16       | 文化路红专路     | 文化路   | 郑州大学北校区                           |                                    |
| 21       | 15       | 文化路丰产路     | 文化路   | 河南农业大学文化路校区                   |                                    |
| 22       | 14       | 文化路农业路     | 文化路   | 郑州市第九中学、河南省实验文博学校       |                                    |
| 23       | 13       | 文化路俭学街     | 文化路   | 河南省实验中学、河南省外贸学校           |                                    |
| 24       | 12       | 文化路双铺路     | 文化路   | 河南财经政法大学文南校区、e时代广场      |                                    |
| 25       | 11       | 创新大厦         | 文化路   | 硅谷广场                                 |                                    |
| 26       | 10       | 东风路文博西路   | 东风路   | 智汇城、百脑汇                           |                                    |
| 27       | 9        | 东风路数码公园   | 东风路   | 数码公园、正弘蓝堡湾                     |                                    |
| 28       | 8        | 东风路花园路     | 东风路   | 2 东风路                                 | 正弘城、交通银行河南省分行         |
| 29       | -        | 科新苑社区       | 东风路   |                                          | 科新花园                           |
| 30       | 7        | 东风路政七街     | 东风路   | 科新花园、金港小区                       |                                    |
| 31       | 6        | 东风路经三路     | 东风路   | 金成国际广场                             |                                    |
| 32       | 5        | 东风路枣庄       | 东风路   | 未来天奕                                 |                                    |
| 33       | 4        | 东风路中州大道   | 东风路   | 天裕小区                                 |                                    |
| 34       | -        | 中州大道东风路   | 中州大道 | 天裕小区                                 |                                    |
| 35       | 3        | 中州大道鑫苑路   | 中州大道 | 阳光新城                                 |                                    |
| 36       | 2        | 中州大道晨旭路   | 中州大道 | 郑州市第七十五中学                       |                                    |
| -        | 1        | 中州大道广电南路 | 中州大道 | 万龙花园、安泰嘉园                       |                                    |